# 楠葉牧
楠葉牧（くすはのまき/くずはのまき）は、河内国交野郡楠葉（現在の大阪府枚方市楠葉）に存在した牧。藤氏長者に属する殿下渡領の1つで、摂関家の牧場があったが、後に荘園化した。

## 概要
成立時期は不明であるが、律令制における土地制度が解体され、有力な貴族が私的に牧を持つことが可能になったのは9世紀末期以後と考えられていることから、それ以後の成立とされている。初出は藤原実資の『小右記』永観2年11月23日（984年12月18日）条にて楠葉牧の牧司が河内国司と紛争を起こして、国司に邸宅を焼かれて検非違使の発向に至ったという記事である。続いて、藤原道長の『御堂関白記』には長和4年（1015年）7月に、道長が播磨国の牧馬10疋を楠葉牧と推定される「河内牧」に放牧し、同年9月には同牧の廃寺にあった鐘を亡き父・藤原兼家の寺院である法興院に送らせたという記事がある。
摂関家の家司が上御厨別当に任じられて楠葉牧を知行し、現地において管理維持の責任を負う政所を指揮した。政所では責任者である牧司が置かれ、その下に下司・年預ら荘官級の人々や実際の馬の管理を担当する御厨舎人や居飼がおり、一般住民である寄人を指揮した。寄人は芻の上納と実際の馬などの放牧・飼養・調教などの労役従事の義務（牧役雑公事）を負った。牧の住人は摂関家の影響力を背景として周辺とたびたび紛争を起こし、また出作をした周辺の土地の年貢を対捍するなどの行為を起こした。
鎌倉時代に入ると、「河北牧」「河南牧」とに南北に分けることが行われるとともに、牧の農地化・住人の農民化が進行し、また住人の一部には土器や鍋（河内鍋）、麹などを生産する者が現れた。『梁塵秘抄』に「楠葉の御牧の土器（かわらけ）作り」（376）という歌謡が採録されており、また『堤中納言物語』にも「楠葉牧につくるなる河内鍋」（よしなしごと）と記されている。また、楠葉周辺の遺跡でも土器などの工房の遺構が発掘されている。
だが、南北朝時代に入ると、興福寺の楠葉関設置など寺社勢力の浸透が見られるようになり、やがて楠葉の北東にあった石清水八幡宮が摂関家勢力を排除して「楠葉荘」として自領に編入することになった。